# Steady
Steady è il tredicesimo album in studio del gruppo rock canadese Sloan. 
A causa della pandemia COVID-19, la batteria per l'album è stata registrata su un registratore a cassette a 4 tracce nel 2020 presso lo Sloan Studio di Toronto. Il resto dell'album è stato registrato al Giant Studio e al The Bunker di Toronto, in Canada. La band in precedenza utilizzava un 4 tracce per registrare la batteria, come per il loro album del 1996, One Chord to Another, poiché il batterista Andrew Scott si era trasferito a Toronto mentre il resto della band era rimasto nella nativa Halifax.

## Tracce
1. Magical Thinking – 3:41 (Chris Murphy)
2. Spend the Day – 2:31 (Patrick Pentland)
3. She Put Up with What She Put Down – 2:33 (Jay Ferguson)
4. Human Nature – 2:42 (Murphy)
5. Scratch the Surface – 2:56 (Pentland)
6. Panic on Runnymede – 2:35 (Andrew Scott)
7. Dream It All Over Again – 3:34 (Ferguson/Murphy)
8. Nice Work If You Can Get It – 3:18 (Murphy)
9. Simply Leaving – 3:12 (Pentland)
10. Close Encounters – 3:52 (Scott)
11. I Dream of Sleep – 2:13 (Murphy)
12. Keep Your Name Alive – 3:42 (Ferguson)